# Sergio Canamasas
Sergio Canamasas Español (Madrid, 30 april 1988) is een autocoureur uit Spanje.

## Carrière

### Formule 3
Canamasas maakte zijn debuut in het formuleracing in 2007 in het Spaanse Formule 3-kampioenschap voor het team Cetea Sport. Hij nam deel aan de laatste acht races van het seizoen in de Copa de España-klasse voor oudere Dallara F300-chassis'. Hij behaalde één podiumplaats in deze klasse in de laatste ronde in Barcelona en eindigde als achtste in de klasse en als 26e in het algemene kampioenschap. In 2008 reed Canamasas in het hoofdkampioenschap voor hetzelfde team, maar scoorde geen punten in de veertien races waarin hij meedeed.
In 2009 bleef hij in dit kampioenschap, waarvan de naam veranderde naar Europese F3 Open, maar vertrok hij naar het team Emiliodevillota.com. Hij eindigde het seizoen als zesde na podiumplaatsen op Jarama, Jerez en Barcelona.

### Formule Renault 3.5 Series
Een week voor de start van het Formule Renault 3.5 Series-seizoen van 2010 werd bekend dat Canamasas hier voor het team FHV Interwetten.com ging rijden naast European F3 Open-kampioen van 2009 Bruno Méndez. Hij behaalde geen punten en was hiermee de enige fulltime coureur die dit deed. Zijn beste resultaat was een veertiende plaats in de tweede race op Magny–Cours.
Nadat hij voor verschillende teams testte voor het seizoen, werd bekend dat Canamasas voor BVM–Target ging rijden in de Formule Renault 3.5 Series in 2011 naast Daniel Zampieri. Met een podiumplaats en een pole position op de Hungaroring eindigde hij op de achtste plaats in het kampioenschap.

### GP2
In 2012 vervangt Canamasas in de GP2 vanaf de ronde op Hockenheim Fabrizio Crestani bij het team Venezuela GP Lazarus. Hij behaalde in de vijf resterende raceweekenden echter geen punten. In de laatste race van het seizoen op het Marina Bay Street Circuit kreeg hij een drive-through penalty omdat een van zijn monteurs te lang op de grid bleef staan. Ondanks dat hij dit steeds over de radio te horen kreeg, ging hij niet naar binnen binnen de drie verplichte ronden. Hierdoor kreeg hij in ronde 7 de zwarte vlag, maar hij bleef nog steeds rijden. De teamleden dachten dat de radio van Canamasas kapot was, dus hingen ze een pitbord naar buiten waarop stond dat hij naar binnen moest. Pas in ronde 18 kwam Canamasas naar binnen met een technisch probleem waardoor hij moest uitvallen. Canamasas zei dat hij geen idee had dat hij zwarte vlaggen kreeg.
In 2013 rijdt Canamasas opnieuw in de GP2, maar nu voor het team Caterham Racing. Ook wordt hij ontwikkelingsrijder voor het Formule 1-team van Caterham. Hij behaalde drie punten op het Autodromo Nazionale Monza en het Yas Marina Circuit, waardoor hij het seizoen als 25e afsloot.
In 2014 reed Canamasas niet in het eerste GP2-weekend, maar keerde in het tweede weekend terug in het kampioenschap als vervanger van Axcil Jefferies bij Trident. Op het Circuit de Monaco behaalde hij met een tweede plaats achter Stéphane Richelmi zijn eerste podiumplaats in het kampioenschap. Op Monza werd hij gediskwalificeerd voor roekeloos rijden, wat het uitvallen van meerdere tegenstanders veroorzaakte. Uiteindelijk werd hij veertiende in het kampioenschap met 29 punten.
In 2015 stapte Canamasas over naar MP Motorsport in de GP2. Hij behaalde een podiumplaats in Monaco, maar na dit raceweekend vertrok hij bij het team. In het daaropvolgende raceweekend op Silverstone verving hij Zoël Amberg bij het Daiko Team Lazarus. In het volgende raceweekend op de Hungaroring keerde Amberg weer terug, maar werd hij direct opgeroepen als vervanger van Jon Lancaster bij Hilmer Motorsport. Tijdens de volgende race op Spa-Francorchamps keerde hij voor de rest van het seizoen terug bij Lazarus. Uiteindelijk werd hij vijftiende in de eindstand met 27 punten.
In 2016 kreeg Canamasas op het laatste moment een oproep van Carlin om in de GP2 te rijden voor het team. Met een vijfde plaats in de seizoensopener op het Circuit de Barcelona-Catalunya als beste resultaat werd hij negentiende in het eindklassement met 17 punten.
In 2017 komt Canamasas opnieuw uit in het kampioenschap, dat de naam heeft veranderd in Formule 2. Hij keert hierin terug bij het team Trident.